# Уэрт (округ, Западная Виргиния)
Округ Уэрт (англ. Wirt County) располагается в США, штате Западная Виргиния. Официально образован 19 января 1848 года, получил своё название в честь американского политического и государственного деятеля Уильяма Вирта. По состоянию на 2012 год, численность населения составляла 5 847 человек.

## География
По данным Бюро переписи США, общая площадь округа равняется 609 км², из которых 603 км² суша и 6,0 км² или 1,0 % это водоёмы.

### Соседние округа
- Вуд (Западная Виргиния) — северо-запад
- Ритчи (Западная Виргиния) — северо-восток
- Калхун (Западная Виргиния) — юго-восток
- Рон (Западная Виргиния) — юг
- Джэксон (Западная Виргиния) — юго-запад

## Демография
По данным переписи населения 2000 года в округе проживает 5 873 жителей в составе 2 284 домашних хозяйств и 1 699 семей. Плотность населения составляет 10 человек на км². На территории округа насчитывается 3 266 жилых строений, при плотности застройки 5 строений на км². Расовый состав населения: белые — 98,55 %, афроамериканцы — 0,29 %, коренные американцы (индейцы) — 0,20 %, азиаты — 0,10 %, представители других рас — 0,10 %, представители двух или более рас — 0,75 %. Испаноязычные составляли 0,31 % населения независимо от расы.
В составе 35,20 % из общего числа домашних хозяйств проживают дети в возрасте до 18 лет, 61,50 % домашних хозяйств представляют собой супружеские пары проживающие вместе, 8,90 % домашних хозяйств представляют собой одиноких женщин без супруга, 25,60 % домашних хозяйств не имеют отношения к семьям, 22,20 % домашних хозяйств состоят из одного человека, 11,60 % домашних хозяйств состоят из престарелых (65 лет и старше), проживающих в одиночестве. Средний размер домашнего хозяйства составляет 2,56 человека, и средний размер семьи 2,97 человека.
Возрастной состав округа: 23,40 % моложе 18 лет, 7,60 % от 18 до 24, 29,60 % от 25 до 44, 24,40 % от 45 до 64 и 13,00 % от 65 и старше. Средний возраст жителя округа 38 лет. На каждые 100 женщин приходится 100,20 мужчин. На каждые 100 женщин старше 18 лет приходится 97,00 мужчин.
Средний доход на домохозяйство в округе составлял 30 748 USD, на семью — 33 872 USD. Среднестатистический заработок мужчины был 29 088 USD против 17 965 USD для женщины. Доход на душу населения составлял 14 000 USD. Около 17,00 % семей и 19,60 % общего населения находились ниже черты бедности, в том числе — 25,60 % молодёжи (тех кому ещё не исполнилось 18 лет) и 13,90 % тех кому было уже больше 65 лет.